# Lunda landebok
Lunda Landebok är bland de äldre handlingar, som lämnar upplysning rörande Skåne. Den upprättades år 1569, på danske konungen Fredrik II:s befallning i brev, daterat Frederiksborg den 11 augusti 1569, som finns intaget i början av Landeboken. Boken omfattar alla så kallade ”Geistlige hemman” (prästerliga hemman) och deras ägor i Skåne, Halland och Blekinge.
Den innehåller alla kyrkors, prästers och klockares rättigheter och tillhörigheter. Vid upprättande av boken har alla felaktigheter och oriktiga inkräktningar, vilka förut varit gjorda blivit rättade och ändrade.
Denna Landebok åberopas av konung Fredrik III, i salubrev på jus patronatus till Hyby kyrka 1650, såsom en auktoriserad jordebok på prästerskapets rättigheter, med dessa ord: "som styckevis i Landeboken finnes specificerade." Den är också antagen och stadfästad, genom kunglig resolution på adelns besvär år 1739 och 20 § däri, vari det heter: "Palteboken bör väl icke allena för fullt domskäl gälla; dock äger hon så mycket vitsord, att när det däruti säges, med andra skäl stadfästes, bör hon av domaren följas."
I Landeboken anges inte bara namn på åkrar och ängar, som tillhör prästgårdar, annex och kyrkohemman, utan också hur många skäppor, som då såddes i var åker, och hur många lass hö, som höstades på varje äng.
De åkrar, ängar och räntepenningar av hemman, vilka prästerskapet eller någon kyrka erhållit genom gåva av enskilda personer, finns inskrivet såväl som den, som har äganderätten. För att kunna avgöra vilka av de hemman som finns upptagna i Landeboken, som antingen tillhör prästerskapet eller kyrkan – ty endera av dessa måste det ovillkorligen tillhöra, om de är antecknade i Landeboken –, undersöks noga om det betalats altarehavre, då det ovillkorligen är präst- och annexhemman; men om det betalats fodermarsk-havre, är det kyrkohemman, vars skatt tillkommer Kungl. Maj:t och kronan. Anger nu även Landeboken vem som har äganderätten, torde hemmanets natur inte behöva betvivlas.